# オルガン交響曲第3番 (ヴィエルヌ)

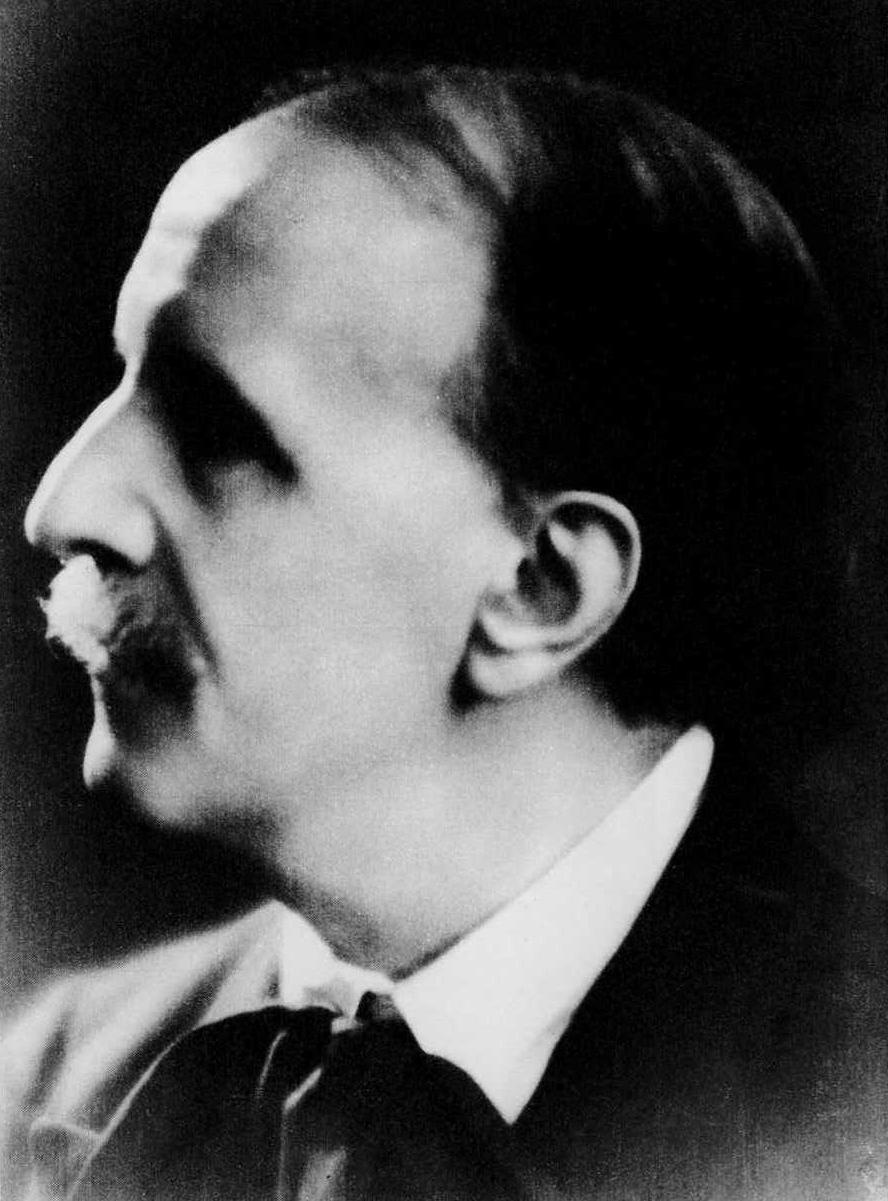
ルイ・ヴィエルヌ

『オルガン交響曲第3番』（オルガンこうきょうきょくだい3ばん、フランス語: Troisième symphonie pour grand orgue）作品28嬰ヘ短調は、ルイ・ヴィエルヌが1911年に作曲したオルガン交響曲である。1912年3月に初演された。楽譜は同年、デュラン出版から初版が出版された。ヴィエルヌの6曲のオルガン交響曲の中で最もインスピレーションに富み、最も優れた構成を持っていると評される。

## 概要
パリのノートルダム大聖堂のオルガン奏者であったヴィエルヌは、オルガンをコンサート楽器として確立した師シャルル＝マリー・ヴィドールの作品などのフランスの世俗的オルガン交響曲の伝統を引き継いだ。ヴィドールはアリスティド・カヴァイエ＝コルが製作したオルガンに触発されていたのだった 。
ヴィエルヌは1911年にオルガン交響曲第3番:7 を作曲し始め、3月18日に着手した。夏休み中の9月14日にノルマンディーのサン・ヴァレリー・アン・コーでマルセル・デュプレの家族と過ごした。彼はこの交響曲をデュプレに献呈し、デュプレは1912年3月にパリのサル・ガヴォーで世界初演を行った:7。この交響曲はその年にデュラン社から初めて出版された。2007年にはカールス出版社からジョン・ラウクヴィクとデイヴィッド・サンガーの編集によるヴィエルヌのオルガン作品全集の批判校訂版が出版された。

## 構造と音楽
この作品は5つの楽章で構成されている。
1. アレグロ・マエストーソ
2. カンティレーナ[注釈 4]
3. 間奏曲
4. アダージョ
5. 終曲

第1楽章は〈攻撃的な戦闘の呼びかけ〉で始まり、切り立った鋭いリズムがソナタ形式で楽章を支配している。リズムはフランス風序曲:7 を彷彿とさせる。より叙情的な第 2 主題が展開部で第 1 主題と巧みに組み合わされ、顕著な半音階が使われている:8。
第2楽章は対照的に柔らかく、長くメロディアスなオーボワによる旋律が使われている。第3楽章は三拍子のスケルツォの性格を持ち、グロテスクな遊び心にも見える。第 2 の主題はピッツィカートで始まる:8。第4楽章は「クワジ・ラルゴ」と記されており、第 2 楽章のようにホモフォニックで柔らかいが、ワーグナーを彷彿とさせる半音階を使用している。中間部の〈朗誦的なメロディー〉は果てしなく続くように思える。冒頭の主題が再び登場すると、さらに展開する。ヴィエルヌは1926年にアメリカでのコンサート・ツアーに備えて『オルガンとオーケストラのための交響曲』にこの楽章を採り入れた:8。
終曲はフランスの トッカータの典型的な要素、たとえば、鍵盤の速いオスティナートのパッセージと低音のゆっくりとしたメロディが特徴的だが対位法も使用されている。再びソナタ形式となり、展開部では低音が増強されペダルの高度な技巧によるコーダで最高潮に達する:8。

## 演奏時間
約30分